# NGC 4516
NGC 4516 ist eine spiralförmige Zwerggalaxie vom Hubble-Typ SBab im Sternbild Haar der Berenike am Nordsternhimmel. Sie ist schätzungsweise 39 Millionen Lichtjahre von der Milchstraße entfernt und hat einen Durchmesser von etwa 20.000 Lichtjahren. Die Galaxie wird unter der Katalognummer VVC 1479 als Teil des Virgo-Galaxienhaufens gelistet.

Im selben Himmelsareal befinden sich u. a. die Galaxien NGC 4501, IC 3453, IC 3476, IC 3478.
Das Objekt wurde am 8. April 1784 von dem Astronomen William Herschel mithilfe seines 18,7 Zoll-Spiegelteleskops entdeckt.